# Herm Klotz
Louis Herman Klotz, conosciuto anche come Red Klotz, detto Herm (Filadelfia, 21 ottobre 1920 – Margate, 12 luglio 2014), è stato un cestista statunitense, professionista nella ABL e nella BAA.
Herm Klotz è considerato uno dei giocatori più bassi di sempre ad aver giocato in NBA, alto solo 1,70m.

## Palmarès
- Campione ABL (1943)
- Campione BAA (1948)